# 15e Golden Globe Awards
De 15e Golden Globe Awards, waarbij prijzen werden uitgereikt in verschillende categorieën voor de beste Amerikaanse films van 1957, vond plaats in 22 februari 1958 in het Hollywood Roosevelt Hotel in Los Angeles, Californië.

## Winnaars en genomineerde

### Film

#### Beste dramafilm
The Bridge on the River Kwai
- 12 Angry Men
- A Hatful of Rain
- Sayonara
- Witness for the Prosecution

#### Beste komische of muzikale film
Les Girls
- Don't Go Near the Water
- Love in the Afternoon
- Pal Joey
- Silk Stockings

#### Beste acteur in een dramafilm
Alec Guinness - The Bridge on the River Kwai
- Henry Fonda - 12 Angry Men
- Anthony Franciosa - A Hatful of Rain
- Marlon Brando - Sayonara
- Charles Laughton - Witness for the Prosecution

#### Beste actrice in een dramafilm
Joanne Woodward - The Three Faces of Eve
- Eva Marie Saint - A Hatful of Rain
- Deborah Kerr - Heaven Knows, Mr. Allison
- Anna Magnani - Wild Is the Wind
- Marlene Dietrich - Witness for the Prosecution

#### Beste acteur in een komische of muzikale film
Frank Sinatra - Pal Joey
- Glenn Ford - Don't Go Near the Water
- Maurice Chevalier - Love in the Afternoon
- David Niven - My Man Godfrey
- Tony Randall - Will Success Spoil Rock Hunter?

#### Beste actrice in een komische of muzikale film
Kay Kendall en Taina Elg - Les Girls
- Laudrey Hepburn - Love in the Afternoon
- Cyd Charisse - Silk Stockings
- Jean Simmons - This Could Be the Night

#### Beste mannelijke bijrol
Red Buttons - Sayonara
- Lee J. Cobb - 12 Angry Men
- Sessue Hayakawa - The Bridge on the River Kwai
- Ed Wynn - The Great Man
- Nigel Patrick - Raintree County

#### Beste vrouwelijke bijrol
Elsa Lanchester - Witness for the Prosecution
- Mildred Dunnock - Peyton Place
- Hope Lange - Peyton Place
- Miyoshi Umeki - Sayonara
- Heather Sears - The Story of Esther Costello

#### Beste regisseur
David Lean - The Bridge on the River Kwai
- Sidney Lumet - 12 Angry Men
- Fred Zinnemann - A Hatful of Rain
- Joshua Logan - Sayonara
- Billy Wilder - Witness for the Prosecution

#### Beste buitenlandse film
The Confessions of Felix Krull (West-Duitsland)

Tizoc (Mexico)

Woman in a Dressing Gown (Verenigd Koninkrijk)

Yellow Crow (Japan)